# Transatlantic R.P.M.
Transatlantic R.P.M. è il quattordicesimo album del gruppo acid jazz inglese Incognito, pubblicato nel 2010 dall'etichetta discografica Dôme Records.
L'album vede ospiti come Chaka Khan e Mario Biondi in veste di autori e cantanti.

## Tracce
1. Lowdown (David Paich, William Scaggs) - 4:28
2. Everything that We Are (Pete Ray Biggin, Matt Cooper, Francis Hylton, Jean-Paul Maunick, Tommy Wollfolk) - 3:56
3. 1975 (Hylton, Maunick, Joy Rose) - 4:38
4. Your Sun My Sky (Bull, Maunick) - 4:04
5. Line in the Sand (Maunick, Oakenfull, Ware) - 4:23
6. Gotta (Biggin, Cooper, Hylton, Maunick, Ursula Rucker) - 4:12
7. Let's Fall in Love Again (Biggin, Cooper, Hylton, Maunick, John Christian Urich) - 4:23
8. The Song (Biggin, Cooper, Thomas Dyani, Hylton, Chaka Khan, Maunick) - 5:09
9. Put a Little Lovin' in Your Heart (Biggin, Cooper, Hylton, Maunick) - 5:24
10. All of My Life (Biggin, Cooper, Hylton, Maunick) - 4:49
11. Expresso Madureira (Jorjão, Claudio Stevenson) - 5:27
12. Life Ain't Nothing But a Good Thing (Biggin, Cooper, Hylton, Maunick) - 5:59
13. Make Room for Love (Cooper, Maunick) - 6:02
14. Can't Get Enough (Mario Biondi, Maunick, Dominic Oakenfull) - 3:59
15. The Winter of My Springs (Maunick) - 0:41
16. Tell Me What to Do (Richard Bull, Maunick) - 5:19